# آبکاده
ابکاد (به هلندی: Abcoude) یک روستا در هلند با جمعیت ۸٬۶۵۷ نفر است که در استان اوترخت واقع شده‌است.